# Gauche antilibérale
La gauche antilibérale est un terme utilisé pour qualifier un courant politique hétérogène qui rassemblait des mouvements politiques de gauche dont le dénominateur commun est l'opposition au libéralisme économique. Le terme est principalement utilisé dans les années 2000 pour qualifier les partis compris dans un espace situé à gauche entre les partis sociaux-démocrates et l'extrême gauche et peut correspondre à la gauche radicale qu'il ne faut pas confondre avec le radicalisme de gauche.

## Histoire et origines
Dans le courant des années 1990, en réaction à ce qu'il considère comme l'hégémonie du « néolibéralisme » dans la période post-communiste, ce courant a connu un nouvel essor, notamment au travers du mouvement altermondialiste. Il est néanmoins difficile de dater son apparition précisément.
Le mouvement de grève de novembre-décembre 1995 contre le plan Juppé est considéré par la Ligue communiste révolutionnaire (LCR) comme la « première révolte antilibérale », marquant la fin d'une baisse des mouvements sociaux et le début de leur remontée. L'armée zapatiste de libération nationale (EZLN), à la suite de la révolte du Chiapas de 1994, publie des communiqués contre le néolibéralisme et organise en juillet 1996 une « rencontre intercontinentale pour l'humanité et contre le néolibéralisme », annonciatrice du courant altermondialiste. En juillet 1997, une « seconde rencontre intercontinentale des peuples contre le néolibéralisme » se tient en Espagne. L'association ATTAC est constituée en France en juin 1998, à partir d'un appel lancé par Ignacio Ramonet dans Le Monde diplomatique. Elle revendique une taxe Tobin pour lutter contre la spéculation boursière et contribuer au développement écologique et social.
D'autre part, l'accompagnement de la mondialisation libérale par les partis socialistes de gouvernement entraîne une réaction d'une partie de la gauche hostile à celle-ci. En conséquence, une gauche antilibérale multiforme se structure entre la gauche sociale-démocrate et l'extrême gauche.

## Idéologie
- Si vous ne connaissez pas le sujet, laissez ce bandeau (vous pouvez alors contacter les auteurs).
- Si vous supprimez le contenu mis en cause (vous pouvez préalablement contacter les auteurs),

argumentez précisément cette suppression dans la page de discussion
(un manque de référence n'est pas un argument ; une recherche réelle de référence doit avoir été effectuée, être formellement documentée).
Les courants de la gauche antilibérale se prononcent pour des réformes profondes, s'opposant au capitalisme et promouvant un monde écologiste, féministe, antiraciste et « solidaire »[réf. nécessaire]. À la différence de l'extrême gauche, les « antilibéraux » socialistes n'agissent pas dans le but du renversement du système capitaliste, ni ne se réclament comme partie prenante de la lutte des classes[réf. nécessaire], mais se situent plutôt dans le registre de l'action citoyenne. Ils se prononcent notamment pour une Europe sociale, pour une extension des services publics, pour un développement respectueux de l'environnement et contre la logique « gaspilleuse et prédatrice » du libéralisme.[réf. nécessaire]
Les socialistes soutiennent les idées des Lumières, le jacobinisme et vont dans le sens de Hobbes[source secondaire souhaitée] et de Hegel. Karl Marx, en revanche, critique l’État moderne, la démocratie libérale, les droits de l'homme et l'humanisme dans L'idéologie allemande. Son antilibéralisme est manifeste. Le marxisme peut être, ainsi, considéré à bon droit comme étant une gauche anti-libérale. Toutefois, certains de ses partisans tiennent absolument à faire de Marx un humaniste. En effet, Marx se démarque des communistes de son temps (ex: Wilhelm Weitling), par son refus de l'idéalisme. A contrario, les libertaires ne rejettent que l’État, estimant que celui-ci est un frein aux libertés individuelles et collectives. Ce rejet de l’État les distinguent des libéraux, mais ne les en éloignent pas tant que cela. Les libertaires ne s'opposent qu'au capitalisme, à la bourgeoisie et à l’État, mais pas à toutes les valeurs du libéralisme. L'anarchiste Mikhaïl Bakounine dit: « Je ne suis vraiment libre que lorsque tous les êtres humains qui m'entourent, hommes et femmes, sont également libres. La liberté d'autrui, loin d'être une limite ou la négation de ma liberté, en est au contraire la condition nécessaire et la confirmation ». Cette phrase célèbre du penseur libertaire prouve bien que l'anarchisme s'inscrit dans la pensée libérale[réf. nécessaire]. Néanmoins, il y a aujourd'hui confusion entre libéralisme et capitalisme d'une grande partie de la gauche et de l'extrême gauche.
La lecture actuelle du libéralisme en France laisse à penser qu'il y a, soit le socialisme ou le libéralisme. Cette lecture fait fi de toutes les productions philosophiques, littéraires et économiques du XVIIIe siècle. C'est une erreur: le libéralisme est une philosophie du Droit et ne doit pas être réduit à une doctrine économique. De la même manière, il ne s'agit pas non plus d'exclure le socialisme du libéralisme, comme le fait la droite libérale! Le libéralisme est traversé par de nombreux courants, parfois opposés sur la question sociale, allant du socialisme à la droite libérale. Les thèmes du libéralisme sont d’ailleurs enseignés à l'école et surtout dans les cours de philosophie. Ce point est déjà abordé par le philosophe Max Stirner, un contemporain de Marx, lorsqu'il critique l'Éducation et la Morale. Aussi, une autre conception erronée de cette doctrine consiste à distinguer, d'une part le "libéralisme économique" et d'autre part, le "libéralisme politique". À l'exception des marxistes aujourd'hui, les antilibéraux les plus radicaux sont, soit issus de la droite contre-révolutionnaire, soit du fascisme. Le libéralisme classique se retrouve dans le centre politique aujourd'hui et s'inscrit dans les idées des Lumières. Ses représentants les plus notoires sont John Locke, Adam Smith, Montesquieu et les girondins. Au XXe siècle, le libéralisme classique a un regain d’intérêt avec John Rawls, Ludwig von Mises et Friedrich Hayek.

## En Europe
Selon Clotilde Monteiro, journaliste de la revue de gauche antilibérale Politis, l’exemple de l’Allemagne et des Pays-Bas « montre que des mouvements de gauche antilibérale peuvent émerger et se développer dans l’Europe actuelle ». Cependant il est parfois difficile de qualifier de gauche antilibérale des mouvements qui ne se revendiquent pas comme tels, car le vocabulaire politique employé n'est pas forcément le même d'un pays à l'autre.

### France
En France, ce mouvement comprend, depuis les années 2000, les mouvements altermondialistes (associations, syndicats et citoyens non organisés), Les Alternatifs, le Mouvement républicain et citoyen, le Front de gauche (autour du Parti communiste français et du Parti de gauche) ou encore La France insoumise.
La gauche antilibérale française est médiatisée en 2005, lors de la campagne du « non » au référendum français sur le traité établissant une constitution pour l'Europe, notamment avec l'« appel des 200 » lancé par la Fondation Copernic. Plusieurs personnalités et organisations politiques souhaitent par la suite poursuivre l'expérience « unitaire » de la gauche antilibérale, avec la création en 2006 de collectifs unitaires. Mais ceux-ci se divisent et échouent à présenter des candidatures communes en vue des élections présidentielle et législatives de 2007 ; trois candidats ayant participé aux collectifs se présentent ainsi au scrutin présidentiel de 2007 : Marie-George Buffet (PCF), Olivier Besancenot (LCR) et l’altermondialiste José Bové.
Certaines personnalités continuent cependant à appeler à l'unité de la gauche antilibérale, comme Yves Salesse, président de la Fondation Copernic. Gauche alternative 2007 présente des candidats aux élections législatives de 2007. Plusieurs composantes de la gauche antilibérale se rassemblent en 2009 dans le Front de gauche, constitué en 2009 autour du PCF, du Parti de gauche (fondé notamment par PRS et MARS), de la Gauche unitaire (issue d'une scission d'Unir, courant minoritaire de la LCR) et de République et Socialisme (ex-membres du MRC).

### Allemagne
Le Linkspartei et la WASG ont fusionné le 16 juin 2007, les deux formations allemandes de la gauche radicale sont désormais unies au sein de Die Linke (La Gauche), qui appartient au Parti de la gauche européenne. Ses dirigeants Lothar Bisky et Oskar Lafontaine étaient respectivement leaders du WASG et du Linkspartei. Une première tentative d'alliance avait permis de recueillir 8,7 % aux élections fédérales allemandes de 2005, à la suite de la déception suscitée par les compromis du SPD. L'alliance, qui est le quatrième parti du Bundestag, se réclame d'un socialisme démocratique qui devrait remplacer le système capitaliste[source insuffisante]. Die Linke effectue une progression en recueillant 12,4 % aux élections fédérales allemandes de 2009. Ensuite, le parti souffre de divisions et affrontements internes et aux élections fédérales allemandes de 2013, et ne recueille plus, avec une équipe entièrement renouvelée, que 8,6 % des votes formant le troisième des quatre groupes du Bundestag, mais loin derrière les blocs SPD et CDU/CSU.

### Belgique
Le Comité pour une autre politique (CAP) est une figure de la gauche antilibérale, avec des résultats électoraux extrêmement faibles. Il s'est formé en réaction au projet de Constitution européenne et contre le « pacte des générations », projet du gouvernement qui impose un rallongement du temps de travail jusqu'à 65 ans.

### Espagne
Un nouveau parti créé en janvier 2014, Podemos, émerge lors des élections générales espagnoles de 2015 lors desquelles il obtient environ 20% des suffrages.
Le parti historique de la gauche antilibérale, Izquierda Unida, articulé autour du PCE, forme dès 2016 une coalition électorale avec Podemos nommée Unidas Podemos.

### Grèce
Le parti SYRIZA qui a remporté les élections législatives du 25 janvier 2015.

### Pays-Bas
Le Parti socialiste s'inscrit lui aussi dans l'opposition au néolibéralisme. Il s'inscrit dans la Gauche unitaire européenne/Gauche verte nordique (GUE/NGL). Ce groupe du Parlement européen promeut un nouveau modèle de développement, en rupture avec les politiques économiques actuelles, visant à créer un « espace social commun qui offrirait des droits égaux au plus haut niveau à tous les citoyens ».

### Slovénie
Le parti Gauche unie, fondé en mars 2014, est représenté au parlement depuis 2014 avec 6 députés sur 90 (4e parti).

## Critiques
L'opposition d'une partie de la gauche au libéralisme est vue par certains penseurs de gauche[réf. nécessaire] comme une menace pour les fondements des démocraties[source insuffisante]. Le politologue Thierry Leterre, dans La gauche et la peur libérale (p. 11), écrit par exemple : « La France, parce qu'elle est une démocratie libérale, ne peut éviter de considérer la liberté comme l'un de ses fondements naturels : de ce fait, une gauche gouvernante à ce point rebelle au libéralisme met en cause notre existence démocratique. »
Le philosophe Nicolas Tenzer développe une position proche dans la revue Le Banquet et ajoute qu'un libéralisme encadré est la meilleure façon pour la gauche de réaliser ses objectifs : « De proche en proche se dessine aussi un effet vertueux de la concurrence sur l'égalité. À partir du moment où les services publics marchent mieux (ce à quoi concourent des recrutements davantage fondés sur le talent et une sélection des meilleurs effectifs), ils peuvent mieux remplir leur fonction. Et chacun sait que la vertu essentielle d'un service public est de corriger, par un accès égal à tous (ce qui peut signifier gratuit pour les plus pauvres et payant pour d'autres, y compris d'ailleurs pour l'école), les inégalités. Quand l'école se délite (ou la médecine publique), les plus riches n'en sont guère pénalisés ; les plus pauvres n'ont pas le choix. » (« Ne pas se tromper de gauche » dans Le Banquet)[réf. nécessaire].
L'économiste italien Alberto Alesina considère qu'en s'éloignant du libérisme (qu'on pourrait traduire approximativement par libéralisme économique), la gauche trahit ses buts : en luttant supposément contre les rentes et les situations établies grâce à une concurrence jugée fertile, le libéralisme est supposé donner sa chance à chacun et améliorer la situation des plus démunis. Il écrit dans Il liberismo è di sinistra (Le libéralisme économique est de gauche) : « Notre argument est que ce sont les objectifs traditionnellement chers aux partis de gauche européens — comme la protection des plus faibles ou le refus de trop grandes inégalités et des privilèges — qui doivent les amener à adopter des politiques pro-marché. Ce qui a souvent été la norme depuis les années 1960, comme une forte réglementation, la protection des statuts, un secteur public très développé qui ne bénéficie pas aux plus pauvres mais aux plus connectés et impose de lourds prélèvements, des universités qui produisent la médiocrité au nom du principe d'égalitarisme (alors que les très riches se débrouillent d'une manière ou d'une autre pour obtenir une bonne éducation), tout cela n'est pas seulement inefficace, mais socialement injuste[réf. nécessaire]. »